# 衝鋒飛車隊續集
《衝鋒飛車隊續集》（英語：Mad Max Beyond Thunderdome）是一部1985年澳大利亞末日幻想動作片，為喬治·米勒與喬治·奧格爾維執導，而米勒也和泰瑞·海斯共同編劇。由梅爾·吉勃遜與蒂娜·特纳主演。為1981年的《衝鋒飛車隊》續集，「瘋狂麥斯系列」的第三部作品。故事設定於第二集的15年後（第一集的20年後），劇情描述麥斯最終恢復了自己的人性與靈魂也再次為他人著想而犧牲自己的幸福。電影配樂由莫里斯·賈爾負責。第四部電影《瘋狂麥斯：憤怒道》於2015年5月15日上映。
本片主要是要獻給已逝世的前兩集監製拜倫·甘迺迪。

## 劇情
「瘋狂」麥斯·洛克坦斯基在為他的妻小報復後的二十年、打倒猛格大王後的十五年，麥斯留著長髮、騎著駱駝橫跨澳大利亞沙漠。途中卻遭駕駛著Transavia PL-12 Airtruk飛機的傑迪戴亞父子打劫了財物；麥斯的寵物猴子隨即將剩下的物品丟給他，而麥斯便一人徒步前進。
麥斯走到了在荒原中唯一活躍的巴特鎮。他進了鎮見到了一位負責貿易的收藏家，聲明要見這裡的負責人，但對方看到麥斯沒有什麼東西能進行交易的而不讓他通行；直到看見他快速的拔槍反應，收藏家和警衛貝西重新考慮，決定讓麥斯交出全身上下的武器，並去見巴特鎮的創始人和前統治者安特蒂姨娘。安特蒂姨娘見到麥斯後很快地考驗他，麥斯憑一已之力擺平了在場的貝西等人。安特蒂便和他交易，要麥斯將掌管巴特鎮沼氣資源的「馬斯特」和「布萊斯特」搭檔殺死就提供他糧水、交通工具和武器。安特蒂提議首先要潛入沼氣煉製廠當工人才有機會下手。「馬斯特」和「布萊斯特」搭檔是一個完美組合，個子矮小的「馬斯特」負責出智，身材高壯的「布萊斯特」則能一口氣掐死一個人，兩人開始利用自己的專長挑戰安特姨娘的權力，但也不能公開和對方挑戰，因為只有他們倆精通煉製沼氣來運作電力資源的技術。
麥斯在煉製廠中和一位殺豬人囚犯成為夥伴且意外地在解除引擎炸彈時發現了「布萊斯特」的弱點是害怕噪音，並接著在夜晚和對方挑出紛爭，安特蒂便按照規定安排麥斯和「布萊斯特」於角鬥競技場交戰。根據巴特鎮的規定，競技場只能「兩人進，一人出」，並利用各種武器殺死對方。麥斯雖陷入苦戰，但最後利用哨子使「布萊斯特」痛苦不已，在打算用槌子致於對方死地時，發現「布萊斯特」頭盔下的真面目竟然是一個有發育障礙和孩童般心智的人，麥斯拒絕殺死他，並向安特蒂表示這不是協定的一部分。「馬斯特」察覺不對，宣示要關閉煉製廠；此時，旁一人用弓槍殺死了「布萊斯特」。麥斯打算離場但被阻擋，於是眾人高喊「兩人進，一人出」。憤怒的安特蒂表示麥斯違反了規定，需接受「大法輪」的制裁；「大法輪」有「截肢」、「死亡」等選項，當轉盤停下時，麥斯被受到了「古拉格式」的制裁，意思是流放於荒漠中。因此麥斯便被戴上頭套、綁於驢子上送出巴特鎮。
煉製廠的殺豬人同情麥斯，並利用麥斯的寵物猴送水給他。當驢子死亡且被流沙吞噬後，麥斯喝到了猴子送到的水，便走了一段路後也不支倒地。另一方面，接管煉製廠的貝西威脅「馬斯特」修好機器，「馬斯特」因害怕被送到豬群中而答應。
一段時間後，麥斯被一位部落民族莎凡娜給救回到山谷部落，並幫他修剪頭髮，其中的一個孩子嘗試使用「聲波」（綁著棍子的黑膠唱片和耳機）來檢查他。麥斯醒來後被部落的孩子和青年們如英雄般包圍，後來得知他們都是文明崩落後乘著澳航波音747逃難、飛機墜毀後倖存的人，並在綠洲部落生存。青年領導史雷克和大家認為麥斯是「沃克機長」，並覺得搞不清楚狀況的麥斯是在測試他們有沒有在偷懶。
為了保持自己的記憶，他們以「說」和壁畫的方式來記錄過去文明的事，其他包括救世主沃克機長的歸來，他將修好飛機帶領大家重回文明世界；也是他幫助大家組成部落組織。莎凡娜和史雷克相信麥斯就是沃克機長，驚訝的麥斯堅持表示他不是沃克機長，且要求大家待在綠洲這是安全的，因為外面的文明大概只剩下巴特鎮。這令大家十分失望。
在有些孩子的帶動下，莎凡娜決定帶著幾個人無論如何都要離開這裡，找到「明日世界」，而被麥斯用武力阻止。但部落中一位叫史克魯可斯的怪人在夜晚時偷偷放走莎凡娜等人。白天，麥斯希望去帶他們回來，史雷克便派了一些孩子和他的「獵人」跟麥斯一起去。麥斯等人很快地追上了陷入流沙危機的莎凡娜幾人，其中一人死於流沙。隨著夜幕降臨，他們發現巴特鎮的燈光，在沒有其他選擇的情況下決定去將精通一切技術的「馬斯特」救出，藉此來幫助他們。
麥斯等人潛入煉製廠後，殺豬人和一位小孩合作救出了「馬斯特」，但也被貝西等警衛發現，而開始追打他們。麥斯等人便利用廠中的火車逃離，這裡一直是該鎮的發電中心，這場騷動使得煉油廠爆炸、巴特鎮遭到破壞。安特蒂出來安撫混亂的民眾，並下令手下們帶回「馬斯特」且不寬待麥斯一夥。
在列車上，孩子們發現他們自製的通信設備（黑膠唱片）發出的「聲波」只是一個古老的法國學習記錄帶。安特蒂和手下駕駛著車輛很快地追上列車，史克魯可斯和麥斯開始劫持了追擊的車輛之一開始阻撓其手下，而貝西則窮追不捨地抓著火車，但途中被拋下。當安特蒂和一位手下搶到「馬斯特」時，麥斯隨即跳上列車帶走「馬斯特」，後車廂也被安特蒂的手下分離。但列車後來被傑迪戴亞的兒子小傑迪戴亞阻擋下打算打劫他們，但發現後頭一群追兵後就急忙逃回家。麥斯一夥下車跟了上去，威脅傑迪戴亞駕駛著Transavia PL-12 Airtruk飛機一起逃走，但因起飛跑道不夠長，使得麥斯獨自開著車前去和貝西的車輛對撞（麥斯抓緊時機跳車），讓其他車子停了下來，飛機也成功飛上了天空。莎凡娜和「馬斯特」等人抱著敬意看著麥斯而離去。安特蒂發現麥斯重創著但卻來存活，安特蒂笑著要手下退下，對他感到尊敬而離開。
莎凡娜一夥乘著傑迪戴亞父子的飛機到達了「明日世界」，那裡皆是廢棄的文明高樓建築，實際上是悉尼的廢墟。多年以後，孩子們已在那廢墟中生活並建立了一個小型社會，還點亮了數百燈火，孩子們的領導莎凡娜在夜間向大家背誦著拯救他們的「英雄」的故事。而存活下來的麥斯，仍獨自一人在沙漠中徘徊，飄蕩到不知名的地方。

## 演員
- 梅爾·吉勃遜 飾 「瘋狂」麥斯·洛克坦斯基（"Mad" Max Rockatansky）：一名澳大利亞公路巡警組織主力巡警隊（MFP）的前成員，現為孤獨的戰士。在沙漠中漫無目的徘徊，為了自給自足而生存，但也意外地被部落的人認為是「英雄」。
- 蒂娜·特纳 飾 安特蒂姨娘（Aunty Entity）：巴特鎮無情、堅定的統治者。外表是一位亞馬遜式穿著的女性，有能力駕馭民眾信服於她，試圖利用麥斯來得到沼氣資源而得主權。
- 布魯斯·史彭斯 飾 傑迪戴亞（Jedediah）：強盜飛行員，常和兒子半路打劫他人。
- 亞當·科伯恩（英语：Adam Cockburn (actor)） 飾 小傑迪戴亞（Jedediah Jr）：傑迪戴亞的兒子，常幫助父親偷東西。
- 法蘭克·思林（英语：Frank Thring） 飾 收藏家：巴特鎮的貿易和對外交流者。
- 安哲洛·羅西托（英语：Angelo Rossitto） 飾 馬斯特（Master）：一個身材矮小的前工程師，利用其專長和夥伴「布萊斯特」（Blaster）合作製造出沼氣給巴特鎮作能源，也因此經常作威作福。在布萊斯特被殺死後，他變成了一個更柔和、謙虛的人。
- 安格瑞·安德森（英语：Angry Anderson） 飾 昂貝爾·貝西（Ironbar Bassey）：安特蒂姨娘的心腹。個子不高，經常將一個鬼臉面具揹在背後，討厭著麥斯。
- 勞勃·格拉布（英语：Robert Grubb） 飾 殺豬人：巴特鎮的囚犯，因殺了一隻豬而被判無期徒刑，在沼氣場作鏟豬糞的工作，片中和麥斯變成朋友。
- 海倫·布達伊（英语：Helen Buday） 飾 莎凡娜·尼克斯（Savannah Nix）：部落的女性領袖，747飛機墜毀的倖存者之一，常和孩子們解說過去的故事。
- 湯姆·詹寧斯 飾 史雷克·尼克斯（Slake M'Thirst）：部落的男性領導者。莎凡娜的合作夥伴。
- 艾德溫·霍奇曼（英语：Edwin Hodgeman） 飾 迪爾古德（Dr. Dealgood）：巴特鎮的首席拍賣負責人。

## 評價
本片的評價和票房比起前集要來得普通，但電影的專業評價普遍反應良好。在爛番茄基於37位影評人持有81％的新鮮度，平均得分6.3／10，該網站共識：「《衝鋒飛車隊續集》加深了《衝鋒飛車隊》角色不減少的驚人飛車編排和特技，使得原宗旨變得難忘」；大多數觀眾認為本片是三部曲的一個低點或高點，整體評價兩極。另一方面，《芝加哥太陽報》的影評人羅傑·艾伯特稱讚了麥斯與「布萊斯特」之間的對決。他給了本片滿分4星，並列為1985年10部最好的電影之一。

## 榮譽
本片得到AFI十大類型十大佳片-科幻類提名，電影的一首配樂「We Don't Need Another Hero」獲得AFI百年百大電影歌曲的提名。

## 譯名
在台灣上映版本名稱，第一集普遍被媒體錯植為第二集片名。1979年第一集片名為，1981年续集片名才是，1985年第3部上映。由汤姆·哈迪饰演麦克斯的重啟版《瘋狂麥斯：憤怒道》於2015年上映。

## 外部連結
- 互联网电影数据库（IMDb）上《衝鋒飛車隊續集》的资料（英文）
- TCM电影资料库上《衝鋒飛車隊續集》的资料（英文）
- 爛番茄上《衝鋒飛車隊續集》的資料（英文）
- 豆瓣电影上《衝鋒飛車隊續集》的資料 （简体中文）
- Metacritic上《衝鋒飛車隊續集》的資料（英文）
- Box Office Mojo上《衝鋒飛車隊續集》的資料（英文）
- AllMovie上《衝鋒飛車隊續集》的资料（英文）